# Isurus
Az Isurus a porcos halak (Chondrichthyes) osztályának heringcápa-alakúak (Lamniformes) rendjébe, ezen belül a heringcápafélék (Lamnidae) családjába tartozó nem.

## Tudnivalók
Az Isurus-fajok a mérsékelt övi és trópusi vizekben élnek. Két élő és 10 fosszilis faj tartozik ebbe a nembe. Az eddigi felfedezések szerint, az első fajok a késő kréta korszak legelején, az úgynevezett cenomaniban jelentek meg, körülbelül 99,7 millió évvel ezelőtt. A mai állatok fej-test-farokhossza 2,5-4,2 méter között van, testtömegük nem nagyobb 506 kilogrammnál. 60 km/h-val tudnak úszni, és 7 méter magasra szökni. A fehér cápa (Carcharodon carcharias) közeli rokonságban áll velük.

## Rendszerezés
A nembe az alábbi 2 recens faj és 10 fosszilis faj tartozik:
- röviduszonyú makócápa (Isurus oxyrinchus) Rafinesque, 1810 - típusfaj
- hosszúuszonyú makócápa (Isurus paucus) Guitart, 1966
- †Isurus desori (Agassiz, 1843)
- †Isurus escheri  Agassiz, 1843
- †Isurus flandricus (Leriche, 1910)
- †Isurus minutus (Agassiz, 1843)
- †Isurus nakaminatoensis (Saito, 1961)
- †Isurus oxyrhinchus  Rafinesque, 1810
- †Isurus planus (Agassiz, 1856)
- †Isurus praecursor (Leriche, 1905)
- †Isurus rameshi (Mehrotra, Mishra & Srivastava, 1973)
- †Isurus spallanzani  Rafinesque, 1810

### Fordítás
- Ez a szócikk részben vagy egészben  az   Isurus című angol Wikipédia-szócikk ezen változatának fordításán alapul.  Az eredeti cikk szerkesztőit annak laptörténete sorolja fel. Ez a jelzés csupán a megfogalmazás eredetét és a szerzői jogokat jelzi, nem szolgál a cikkben szereplő információk forrásmegjelöléseként.